# I Mother Earth
Pour les articles homonymes, voir IME.
I Mother Earth, ou IME, est un groupe de rock alternatif canadien, originaire de Toronto, en Ontario. Le groupe atteint son pic de popularité fin des années 1990. Le 24 janvier 2012, le groupe revient dans la musique après huit ans d'inactivité.

## Biographie

### Débuts
Les frères Christian et Jagori Tanna font la rencontre du chanteur Edwin en 1990. Edwin leur propose de former un groupe musical ; ils seront rejoints par la suite de Franz Masini à la basse. Le groupe emprunte le nom de IME, comme dans « I Am Me », mais décident que ces lettres pourraient signifier autre chose. Jag Tanna propose le nom de I Mother Earth en insistant sur le fait qu'il n'y avait aucune signification particulière.

### Succès
I Mother Earth traverse Los Angeles en 1992 pour enregistrer son premier album aux côtés du producteur de Guns N' Roses Mike Clink. Lors de ces sessions, Franz Masini est renvoyé, laissant Jag Tanna enregistrer les parties à la basse. Pour achever l'album, Masini est remplacé par Bruce Gordon, dont le groupe Rocktopus était en pleine période de rupture. Avec un line-up consolidé, le groupe part en tournée pour faire la promotion de son album, Dig, en 1993. Dig offre quatre singles, les trois premiers étant initialement des démos qui devaient paraître ensuite sur l'album. Rain Will Fall et Not Quite Sonic paraissent en été 1993, et So Gently We Go et Levitate l'été suivant. Ces quatre pistes sont joués au Canada, aux États-Unis et en Europe à la télévision et à la radio. L'album remporte un Juno Award en 1994 dans la catégorie « Meilleur album hard rock »,. Dig est certifié disque d'or au Canada.
Après une tournée intensive, IME enregistre dans différents studios à Toronto et Morin Heights, au Québec en 1995. Aux studios, le groupe travaille sur son second album, coproduit par Jag Tanna et Paul Northfield, connu pour ses travaux au sein du groupe Rush. Daniel Mansilla remplace Borg aux percussions, et devient le percussionniste à temps indéfini lors des tournées. Le guitariste Alex Lifeson a également fait son apparition sur la piste Like a Girl. Cependant, des désaccords dans le groupe se font sentir. Pour la première fois, Edwin révèle pour la première fois à la presse musicale qu'il ne possédait aucun contrôle créatif sur le groupe, et, de ce fait, qu'il n'avait « aucune raison d'être ici. » Cependant, il reste présent au sein du groupe lors de l'enregistrement de l'album Scenery and Fish, commercialisé mi-1996. L'album est nommé dans la catégorie « Best Rock Album Juno », et certifié double-platine au Canada. La popularité du groupe pousse leur premier album, Dig, en certification platine.

### Période de transition
La tournée promotionnelle pour l'album Scenery and Fish achevée, IME choque ses fans et le monde musical alors qu'il rapporte le départ d'Edwin. À ce stade, le groupe mentionne que Jag Tanna, avait écrit la majeure partie de ses musiques, que Chris Tanna avait rédigé toutes les paroles, et qu'Edwin n'avait aucun contrôle créatif. De ce fait, Edwin était contraint de partir. Pour des raisons de tensions palpables, le groupe, ainsi qu'Edwin, acceptent cette séparation. Les membres restants insistent du fait que le groupe continuera à produire sous le nom de I Mother Earth, et annonce son intention d'engager un nouveau chanteur. Edwin remplit ses obligations contractuelles avec le groupe, dont la tournée du Edgefest (en) '97, et quitte en mi-1997.
À cette période, IME écoute des centaines de cassettes démo. Une cassette, envoyée par Brian Byrne, est instantanément jetée à la poubelle, jusqu'à ce que l'ancien batteur de Slik Toxik, Neal Busby, participant brièvement au groupe Klaven avec Byrne, ne leur recommande le chanteur. IME écoute finalement la cassette, et après audition, acceptent Byrne comme nouveau chanteur. Cependant, les membres attendent quelques mois avant d'informer le chanteur. David Usher rend cette annonce publique, et présente Byrne à la foule lors d'un concert de Moist en novembre la même année. IME fait ses premières performances à succès aux côtés de Byrne lors de la tournée Summersault 1998 de Our Lady Peace. IME signe un contrat chez Universal en 1998.

### Inactivité
En novembre 2003, I Mother Earth participe à un show spécial à Barrie en Ontario, nommé Live off the Floor, largement considéré par les spectateurs présents comme la meilleure performance en live. IME y joue presque tout son catalogue musical. À la suite de l'arrêt du groupe, Brian Byrne commence sa carrière solo, avec deux albums et un EP. Bruce Gordon rejoint le line-up de Blue Man Group et poursuit ses propres projets en parallèle. Jagori Tanna bâtit un nouveau studio et un label discographique, UpperLeftSide. Christian Tanna, lui, organise des événements locaux de rock et jazz à Toronto.

### Retour
Brian Byrne explique sur sa page Facebook que son show acoustique à Ottawa le 21 janvier 2012, serait son dernier avant qu'il ne démarre un nouveau projet. Le 10 janvier 2012, un nouveau site Internet du groupe refait surface avec un décompte jusqu'au 24 janvier 2012. Brian annonce officiellement avec enthousiasme le retour de I Mother Earth. Les frères Tanna et Byrne vivent à Peterborough, en Ontario, tandis que Gordon continue son travail à plein temps chez Blue Man Group à Orlando, en Floride. Le 24 janvier 2012, le retour du groupe est marqué par une future date de tournée et d'un nouveau message sur leur site officiel. Le guitariste Jag Tanna explique qu'il ne verrait aucun membre si décident de ne pas participer à ce retour.

## Membres
Membres actuels
- Jagori Tanna - guitare (depuis 1991)
- Christian Tanna - batterie (depuis 1991)
- Bruce Gordon - basse (depuis 1992)
- Brian Byrne - chant (depuis 1997)

Anciens membres
- Franz Masini - basse (1991-1992)
- Edwin - chant (1991-1997)

Membres de tournée
- Daniel Mansilla - percussions (depuis 1996)
- Chris Collins - clavier (depuis 2012)
- Chuck Dailey - basse (depuis 2012)

## Discographie

### Albums
| Année | Titre                                 | Meilleure position | Certifications    |
| Année | Titre                                 | CAN                | CAN               |
| ----- | ------------------------------------- | ------------------ | ----------------- |
| 1993  | Dig                                   | -                  | Disque de platine |
| 1996  | Scenery and Fish                      | 10                 | 2x platine        |
| 1999  | Blue Green Orange                     | 8                  | Or                |
| 2001  | Earth, Sky, and Everything in Between | -                  |                   |
| 2003  | The Quicksilver Meat Dream            | -                  |                   |

### Singles
| Année | Titre                            | Meilleure position | Meilleure position | Meilleure position | Meilleure position   | Meilleure position | Album                      |
| Année | Titre                            | CAN                | CAN Alt ,          | CAN Rock           | CAN Content (Cancon) | U.S. Main. Rock    | Album                      |
| --- | -------------------------------- | ------------------ | ------------------ | ------------------ | -------------------- | ------------------ | -------------------------- |
| 1993 | Rain Will Fall                   | —                  | ×                  | ×                  | 3                    | —                  | Dig                        |
| 1993 | Not Quite Sonic                  | —                  | ×                  | ×                  | —                    | —                  | Dig                        |
| 1993 | Levitate                         | —                  | ×                  | ×                  | 8                    | —                  | Dig                        |
| 1994 | So Gently We Go                  | 43                 | ×                  | ×                  | 1                    | —                  | Dig                        |
| 1995 | Levitate (re-release)            | 75                 | ×                  | ×                  | ×                    | —                  | Dig                        |
| 1996 | One More Astronaut               | 32                 | 1                  | 1                  | ×                    | 19                 | Scenery and Fish           |
| 1996 | Another Sunday                   | —                  | 2                  | 2                  | ×                    | —                  | Scenery and Fish           |
| 1997 | Used to Be Alright               | 67                 | —                  | —                  | ×                    | —                  | Scenery and Fish           |
| 1997 | Raspberry                        | 14                 | —                  | —                  | ×                    | —                  | Scenery and Fish           |
| 1999 | Summertime in the Void           | —                  | 5                  | 5                  | ×                    | —                  | Blue Green Orange          |
| 1999 | All Awake                        | —                  | 22                 | 22                 | ×                    | —                  | Blue Green Orange          |
| 2000 | When Did You Get Back from Mars? | —                  | 12                 | 12                 | ×                    | —                  | Blue Green Orange          |
| 2002 | Juicy                            | —                  | ×                  | ×                  | ×                    | —                  | The Quicksilver Meat Dream |
| 2003 | Like the Sun                     | —                  | ×                  | ×                  | ×                    | —                  | The Quicksilver Meat Dream |
| 2003 | No Coma                          | —                  | ×                  | ×                  | ×                    | —                  | The Quicksilver Meat Dream |
| 2012 | We Got The Love                  | —                  | 8                  | 6                  | ×                    | —                  | Single à part              |
| « — » montre qu'aucun single n'a atteint les classements. « × » montre qu'aucun classement n'est atteint. |                                  |                    |                    |                    |                      |                    |                            |